# Hyde & Jekill
|  | No s'ha de confondre amb el musical Jekyll & Hyde.. |

Originalment Hyde & Jekill, a vegades anomenat Jekyll & Hyde, és un curtmetratge del 2000 dirigit per Sara Mazkiaran i amb guió del poeta Leopoldo María Panero. És protagonitzat per Adolfo Fernandez, Ruben Otxandiano, Paco Sagarzazu, Ramón Barea i Mariví Bilbao. El curtmetratge basat en el guió de Leopoldo María, és una adaptació del clàssic L'estrany cas del Dr. Jekyll i Mr. Hyde escrit per Robert Louis Stevenson el 1886. Una adaptació autobiogràfica (del mateix guionista) que mostra la doble personalitat d'un poeta maleït que viu des dels 18 anys reclòs en diversos hospitals psiquiàtrics.